# Pham Minh Chinh
Phạm Minh Chính, född 10 december 1958 i Thanh Hoa, är en vietnamesisk politiker. Han är Vietnams premiärminister sedan 5 april 2021.
Han tillträdde som premiärminister 5 april 2021, efter att ha blivit nominerad av sin föregångare Nguyễn Xuân Phúc och nationalförsamlingen.
Phạm Minh Chính han hade en av partiets mest kraftfulla tjänster från april 2016, till den 4 april 2021.